# Baryproctus ussuriensis
Baryproctus ussuriensis är en stekelart som beskrevs av Telenga 1936. Baryproctus ussuriensis ingår i släktet Baryproctus och familjen bracksteklar. Inga underarter finns listade.